# Enix
Enix Corporation (яп. 株式会社エニックス, кабусікі-ґайся еніккусу) — японська компанія, що займалася розробкою відеоігор, переважно в жанрі JRPG, а також випуском аніме і манги. Заснована 22 вересня 1975 року підприємцем Ясухіро Фукусімою як сервісний центр Ейдан Босю, а назва Enix організація отримала тільки в 1982 році. Назва є грою слів, з одного боку це фенікс, міфологічний птах, який перероджується з попелу, з іншого боку — абревіатура ENIAC, що означає найперший у світі комп'ютер.
Компанія відома перш за все по ряду рольових ігор, які отримали популярність в Японії, серед яких Dragon Quest, Star Ocean, Valkyrie Profile і багато інших. У 2003 році Enix об'єднався з головним своїм конкурентом Square Co., сформувавши корпорацію Square Enix.

## Історія
Enix вперше розпочав роботу над відеоіграми у 1982 році, коли молодий геймдизайнер Юдзі Хоріі з грою Love Match Tennis переміг на токійському конкурсі програмування — ця гра, призначена для персонального комп'ютера, і стала першим релізом компанії. Іншим переможцем конкурсу була головоломка Door Door від програміста Коїті Накамури, яку визнали одним з головних продуктів Enix і пізніше випустили порт на Famicom. Попри те, що на заході ця гра ніколи не видавалася, у Японії її продажі йшли досить успішно, і Накамура на довгі роки закріпився в компанії як провідний програміст.
У наступні кілька років Enix випустив ще кілька ігор для різних японських приставок, поміж яких і найбільш відоме їх творіння — Dragon Quest (у Північній Америці до 2005 року відома під назвою Dragon Warrior), гра, розроблена за участю дочірньої студії Chunsoft і стала згодом головним франчайзингом компанії. Працювали над проєктом все ті ж Хоріі з Накамурою, а також відомий манґака Акіра Торіяма і композитор Коїті Сугіяма. У 1986 році ця рольова гра з'явилася на прилавках Японії і, за деякими даними, розійшлася тиражем в 1,5 млн копій, тим самим, надовго забезпечивши процвітання своїх творців.
У 1991 році Enix вийшов на фондову біржу, зареєструвавшись в Японської торгової асоціації, пізніше перейменованої в JASDAQ.  Незабаром став видаватися власний щомісячний журнал Shonen Gangan, що публікує мангу в жанрі шьонен. Компанія стала співпрацювати з багатьма дрібними розробниками відеоігор, виступаючи у ролі видавця, в тому числі для четвертого, п'ятого і шостого поколінь ігрових приставок. На відміну від головного свого конкурента Square Co., який відмовився від випуску під домашні консолі Nintendo і заявив про випуск ігор ексклюзивно для Sony PlayStation, керівництво Enix у січні 1997 року анонсував випуск відеоігор для обох консолей. Така політика призвела до суттєвого зростання вартості акцій, і до листопада 1999 року компанія потрапила в першу секцію Токійської фондової біржі..

### Злиття з Square Co.
У липні 2001 року, для зниження ризиків при розробці онлайн-ігор, правління Enix проявило інтерес до співпраці зі своїми конкурентами Square і Namco. У тому ж місяці. Enix виплатив досить велику суму в 99,2 млрд йен компанії Game Arts за право видавати майбутні ігри серії Grandia. Крім того, ще з 1999 року величезні кошти вкладалися у створення Dragon Quest VII, випуск гри кілька разів відкладався, а підсумкові продажі не змогли покрити всі бюджетні витрати. Як результат, на початку 2000 року акції компанії впали майже на 40 %. Вкрай невдалою виявилася гра 2001 року Dragon Warrior Monsters 2, продажі якої змогли компенсувати виробничі витрати лише на 90 %.
Компанія Square у цей час так само перебувала в скрутному фінансовому становищі, зазнавши фіаско з багатобюджетним анімаційним фільмом «Остання фантазія: Духи всередині». Усі ці невдачі привели до ідеї об'єднання обох компаній і про припинення конкурентної боротьби. Вперше злиття було анонсовано 26 листопада 2002 року, протягом року вони поступово об'єднували свої активи, пов'язували інфраструктуру і планували спільну роботу, остаточно об'єдналися 1 квітня 2003 року — у цей день з'явилася нова корпорація під назвою Square Enix. Останніми двома виданими іграми Enix були Star Ocean: Till the End of Time та Dragon Quest Monsters: Caravan Heart, обидві у 2003 році.